# Ukerewe (Schiff)

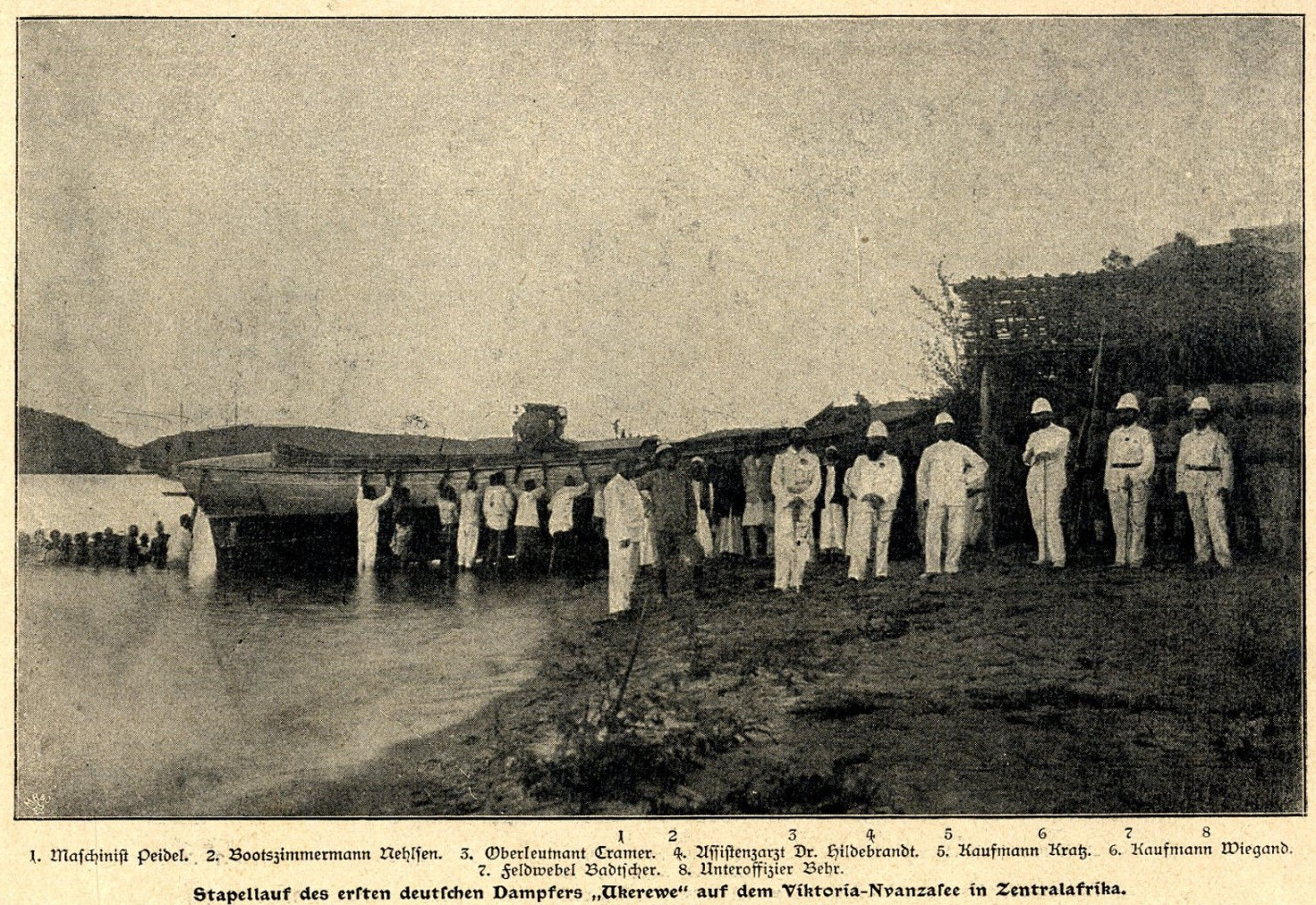
Stapellauf (1900)

Die Ukerewe war eine Dampfpinasse auf dem Nyanzasee, der heute als Victoriasee bekannt ist.

## Geschichte
Im Zuge der Kolonialisierung Ostafrikas unternahm man im deutschen Kaiserreich Bemühungen, Dampfer für alle großen afrikanischen Seen zu finanzieren und zum Einsatz zu bringen. So wurden am Ende des 19. Jahrhunderts etwa die Hermann von Wissmann und die Hedwig von Wissmann durch die sogenannte Antisklavereilotterie bezahlt, in Europa gebaut und in zerlegtem Zustand zum Nyassa- bzw. zum Tanganjikasee transportiert.
Der Bau eines Dampfers für den Nyanzasee wurde durch Carl Peters angeregt. Ungefähr zeitgleich mit Hermann von Wissmann hatte Peters angefangen, Geld für einen solchen Dampfer zu sammeln, und war auch durch die Antisklavereilotterie unterstützt worden. Dem Unternehmen war aber kein Erfolg beschieden. Das Fahrzeug, die Dr. Carl Peters, wurde nicht für seinen Einsatzzweck verwendet.
Fürst zu Wied veranlasste schließlich, dass mit den noch nicht verbrauchten Geldern der Antisklavereilotterie eine Aluminiumpinasse finanziert wurde. Sie wurde bei Escher, Wyß & Co. in Zürich gebaut, an die ostafrikanische Küste transportiert und dann, in neun Teile zerlegt, an den See getragen. 473 Träger mussten dafür eingesetzt werden. In Bissisi bei Mwanza wurde durch Wilhelm Langheld ein Schuppen errichtet, in dem der Dampfer zusammengebaut werden sollte.
Seit März 1900 war die Ukerewe als Dienstboot des Kaiserlichen Gouvernements von Deutsch-Ostafrika auf dem Viktoriasee auf Fahrt. Ein Lexikoneintrag von 1905 weist einen regelmäßigen Verkehr der Ukerewe nach. 1909 wurde das Boot vom Gouvernement an die Deutsche Nyanza-Schiffahrtsgesellschaft verkauft, die die Ukerewe zum Diesel-Motorboot umbaute und unter dem Namen General Jungblut auf dem See zum Einsatz brachte.
Bei Beginn des Ersten Weltkriegs im August 1914 wurde das Boot vom Kommando der Schutztruppen übernommen. Als die deutsche Stellung am Viktoriasee gegen die vordringenden britischen Truppen nicht mehr zu halten war, fuhr das Schiff in den Stuhlmann-Sund. Dort wurde die ehemalige Ukerewe, wie auch andere deutsche Wasserfahrzeuge, am 15. Juli 1916 durch das Öffnen der Bodenventile versenkt. Die Briten hoben das Boot und stellten es unter dem Namen General Hoskins in Dienst. Noch vor 1920 ging das Motorboot durch Kollision endgültig verloren.